# Пражский студент (фильм, 1913)
«Пражский студент» (нем. Der Student von Prag: ein romantisches Drama, 1913) — художественный фильм Стеллана Рюэ и Пауля Вегенера, один из первых образцов германского киносимволизма. По мнению некоторых исследователей, фильм является первым полноценным фильмом ужасов. Фильм породил новый «бродячий сюжет», впоследствии неоднократно экранизировавшийся. Премьера фильма состоялась в Германии 22 августа 1913 года в кинотеатре Mozart Saal.
Фильм претерпел три ремейка, а также в 1968 году был снят фильм со сходным сюжетом «Три шага в бреду» (Histoires extraordinaires, новелла «Вильям Вильсон», реж. Луи Маль, 1968 — по мотивам одноимённого рассказа Эдгара Аллана По).

## Сюжет
Студент Балдуин, изнывающий от безденежья, соглашается подписать с таинственным итальянцем Скапинелли подозрительный договор, который гарантирует Балдуину богатство и женитьбу на Маргит, дочери графа. Взамен Скапинелли возьмет что захочет из комнаты студента. Скапинелли забирает с собой отражение студента в зеркале. Балдуин считает, что сделка удалась и начинает ухаживать за Маргит. Однако Лидушка, которая влюблена в студента, рассказывает о нём Маргит и её жениху, барону Валдису. Барон оскорбляет Балдуина и тот, будучи лучшим фехтовальщиком Праги, вызывает его на дуэль на саблях. Отец Маргит, не желая гибели барона, приходит к студенту и просит его сохранить жизнь Валдису. Балдуин великодушно соглашается и отправляется на поединок. Однако по дороге его коляска застревает, и когда студент наконец подходит к месту дуэли, то встречает своего двойника с окровавленной саблей в руках — барон уже убит. Далее двойник всюду следует за Балдуином, делая его жизнь невыносимой. Отчаявшийся студент стреляет в двойника, но погибает сам, так как на самом деле они с двойником неразделимы. Скапинелли над его телом разрывает договор.

## В ролях
- Пауль Вегенер — Балдуин
- Йон Готтоут — Скапинелли
- Грете Бергер — Маргит
- Лида Салмонова — Лидушка
- Фриц Вайдеман — барон Валдис
- Лотар Корнер — отец Маргит

## Съёмки
На производство этого фильма было выделено 30000 марок. Съемки проводились в наиболее живописных уголках Праги — на улице Алхимиков и Малой Стране, в замке Бельведер. Павильонные декорации создал Роберт Дитрих и Курт Рихтер. Оператор фильма — Гвидо Зебер. В «Пражском студенте» он широко использовал приемы съемки с каше и двойной экспозицией.
Музыку специально для премьеры фильма написал Йозеф Вайс, исполнивший её на фортепиано во время премьеры. Сто лет спустя, в 2013 году, премьера отреставрированной версии фильма прошла в сопровождении той же музыки (в оркестровке композитора Бернда Тевеса, дирижёр Даниэль Гроссман).

## Художественные особенности и отзывы
«Пражский студент» впервые утвердил на экране тему, которая превратилась в наваждение немецкого кино,— тему глубокого, смешанного со страхом самопознания. Отторгнув Болдуина от своего зеркального двойника и столкнув их друг с другом, фильм Вегенера символически запечатлел особую разновидность расколотой личности. Вместо того чтобы не замечать дуализм собственной души, объятый страхом Болдуин понимает, что он во власти грозного противника, который является его вторым «я».— Зигфрид Кракауэр

Стиль съёмок, судя по отзывам прессы того времени, очень интересен и напоминает манеру испанского художника Риберы.
— Жорж Садуль

«Студент из Праги», в котором произошло особенное соединение естественности и искусственности, действительности с декоративностью, необыкновенно меня заинтересовал.
— Пауль Вегенер

## Мотивы
Сценарий фильма написал Ганс Гейнц Эверс, соединив мотивы рассказа Эдгара По «Уильям Уилсон» и поэзии Альфреда де Мюссе. Кроме того фильм вобрал в себя мотивы старых германских легенд о двойниках, некоторое влияние оказали «Необычайное приключение Петера Шлемиля» Шамиссо и «Приключения накануне Нового года» Гофмана.